# Douze mille (film)
Pour plus de détails, voir Fiche technique et Distribution.
Douze mille est un film dramatique français écrit et réalisé par Nadège Trebal, sorti en janvier 2020.

## Synopsis
Frank se fait chasser d'une casse automobile où il travaille clandestinement. Dans sa région, c'est la zone, pas de travail. Bien que très attaché à sa vie avec Maroussia, Frank doit partir trouver du travail ailleurs, loin de chez lui. Douze mille euros : c'est la somme dont ils conviennent tous les deux, la somme qu'il devra gagner avant de revenir. Mais Frank va-t-il revenir fidèle ? Au moins fidèle à lui-même ?
Va-t-il seulement revenir…

## Fiche technique
- Titre original : Douze mille
- Réalisation et scénario : Nadège Trebal
- Décors : Guillaume Landron, Hervé Coqueret et Nicolas Flipo
- Costumes : Priscilla Baratiny
- Chorégraphie : Jean-Claude Gallotta
- Photographie : Jean-Christophe Beauvallet
- Montage : Cédric Le Floc'h
- Musique : Rodolphe Burger
- Production : Mathieu Bompoint et Gilles Sandoz
- Société de production : Mezzanine Films et Maïa Films
- Sociétés de distribution : Shellac
- Pays d'origine :  France
- Langue originale : français
- Format : couleur
- Genre : drame
- Durée : 111 minutes
- Dates de sortie :
  - Suisse : 9 août 2019 (Locarno)
  - France : 15 janvier 2020

## Distribution
- Arieh Worthalter : Franck
- Nadège Trebal : Maroussia
- Liv Henneguier : Romane
- Florence Thomassin : Evelyn
- Juliette Augier : Lisa
- Françoise Lebrun : Anouck
- Théo Cholbi : Yanis
- Taha Lemaizi : Nouri
- Naky Sy Savané : une assistante maternelle
- Fabien Baïardi : le syndicaliste